# I Believe the Children Are Our Future
Az I Believe the Children Are Our Future az Odaát című televíziós sorozat ötödik évadának hatodik epizódja.

## Cselekmény
Nebraska állam Alliance nevű városában egy tinilányt holtan találnak, a vizsgálatok szerint saját kezűleg kaparta ki az agyát. A helyszínre érkező Winchesterék eléggé döbbenten állnak neki az ügynek. A mindig bevált FBI-os kilétüket alkalmazzák, így beszélnek a boncnokkal, illetve megtudják, hogy egy srác poénból viszketőporral kente be a nála bébiszitterkedő, immár halott lányt. Újabb tragédiák történnek a környéken: egy tréfás öregúr rázógombbal a kezében kezet fog barátjával, akit azonban ettől agyonvág az áram; gyerekek kerülnek gyomorfekéllyel kórházba, amiért mentolos cukorkákat kevertek kólával; egy apuka fogsorát pedig kiszabja egy fogtündérnek öltözött szőrös férfi.
Sam a térképet böngészve rájön, hogy az események egy bizonyos körön belül történnek, aminek középpontjában egy birtok és egy ház áll. A fivérek így a helyszínre mennek, amikor pedig éppen betörnének az épületbe, egy kisfiú nyit ajtót nekik. Jesse állítása szerint a szülei éppen dolgoznak, ám a testvérek kérésére beengedi őket a lakásba, ahol elbeszélgetnek egymással. Ekkor derül ki, hogy Jesse képes a dolgokat saját, felnőttektől szerzett belátása szerint változtatni, bár azt ő maga sem tudja, hogyan. Dean és Sam lenyomozzák, hogy a fiút csecsemő korában adoptálták, apja nem ismert, anyja viszont egy Julia Wright nevű nő, aki az állam túloldalán lakik. Winchesterék elutaznak hozzá, ám mikor megemlítik előtte a fiát, a különösen viselkedő nő a házába rohan, majd sóval önti le a fiúkat, ugyanis azt gondolja róluk, hogy démonok. Miután sikerül megnyugtatni, elmeséli, hogy évekkel ezelőtt megszállta őt egy démon, és hosszú ideig lakozott benne, számtalan szörnyűséget téve, szűz létére pedig teherbe esett, 9 hónappal később pedig megszülte Jesse-t, a gonosz pedig eltávozott belőle. Szerinte meg kellett volna ölnie a kicsit a születése után egyből, ezt azonban képtelen volt megtenni. Deanék visszatérnek motelszobájukba, ahol már várja őket Castiel: szerinte a kisfiú maga az Antikrisztus, aki a Bibliával ellentétben nem Lucifer gyermeke, hanem egy démon ivadéka, aki veszélyt jelenthet az egész világra, hatalmas ereje miatt muszáj lesz elpusztítaniuk. A tesók azonban közlik, nem fognak végezni vele, inkább maguk mellé kellene állítani, Castiel erről hallani sem akar; megelőzi őket és személyesen próbálja megölni Jesse-t, mire az játékfigurává változtatja. Mikor megérkeznek Deanék, feltűnik Julia is, aki démoni megszállás alatt van, és a falhoz szorítja a fivéreket. A gonosz megpróbálja meggyőzni Jesse-t, álljon az ő oldalukra, ám mikor végül Sam is szóhoz jut, és elmondja a teljes igazságot, a fiú inkább neki hisz, így kiűzi anyjából a démont, és megmenti a Winchester fiúkat. Ők arra kérik Jesse-t, tartson velük Bobby barátjukhoz, ahol biztonságban lehetne, a fiú ebbe pedig bele is egyezik, ám mikor felmegy az emeletre, hogy utoljára láthassa nevelőszüleit, egy búcsúlevelet hátrahagyva, eltűnik. Varázslatai felszívódnak, így Castiel is visszanyeri eredeti kilétét.
Dean és Sam ismét útnak erednek, az Impalában pedig arról beszélgetnek, talán helyesen döntöttek Jesse-vel kapcsolatban, illetve hogy már ők is tudják, miért találnak ki a szülők a gyermekeiknek egy-egy rémmesét...

## Természetfeletti lények

### Antikrisztus
Az Antikrisztus a Biblia tanaival ellentétben, nem Lucifer fia, hanem egy olyan eredetű ember, aki démontól fogant. Az így született gyermek ezért hatalmas erő birtokában van, amivel akár veszélyt jelenthet a Mennyország, de egyaránt a démonok katonáira is. Pusztán akaratával képes lenne elpusztítani teremtményeket, ennek ellenére sima meggyilkolásával meg lehet állítani.

### Démon
A démonokat a folklórban, mitológiában és a vallásban egyaránt olyan természetfeletti lényként, gonosz szellemként írják le, melyeket meg lehet idézni, és irányítani is lehet. Közeledtüket általában elektromos zavarok jelzik, maguk mögött pedig ként hagynak.

## Időpontok és helyszínek
- 2009. vége
 – Alliance, Nebraska
 – Elk Creek, Nebraska

## Zenék
- Whitney Houston – The Greatest Love of All

## Külső hivatkozások
- Supernatural-I Believe the Children Are Our Future az Internet Movie Database oldalon (angolul)